# Atlas Air
Atlas Air, Inc., interamente controllata di Atlas Air Worldwide Holdings, è una compagnia aerea charter passeggeri e merci e un noleggiatore di aerei con sede a Purchase (contea di Harrison), New York. Il simbolo sulla coda è un uomo d'oro che trasporta un mondo d'oro (il mitico Atlante?). Con una flotta totale di 45 Boeing 747 (compresi i 4 Boeing 747 LCF Dreamlifter operati per la Boeing), Atlas è il principale operatore mondiale di questo tipo di velivolo Nel 2019, la compagnia aerea aveva 3.587 dipendenti e volava verso 425 destinazioni in 119 paesi.

## Storia
Atlas Air iniziò fu costituita nell'aprile 1992 e attivata nel gennaio dell'anno successivo. Il fondatore Michael Chowdry cominciò noleggiando aerei ad altre compagnie aeree sulla base di un contratto Aircraft, Crew, Maintenance, and Insurance (ACMI). Il primo cliente, China Airlines, noleggiò un aereo nel 1993. Due anni dopo Atlas Air iniziò a farsi vedere pubblicamente sul mercato e, nel 1997, ratificò un ordine per dieci Boeing 747-400F. Gli ordini per altri due esemplari furono aggiunti nel 1998.
Il 13 luglio 2001 acquisì la proprietà azionaria di un vettore similare, Polar Air Cargo. Ciò non impedì, il 30 gennaio 2004, che Atlas Air Worldwide dichiarasse fallimento e utilizzasse il Chapter 11 per iniziare un programma di ristrutturazione, completato poi in luglio.
Nel marzo 2010, Atlas Air aggiudicava un contratto di nove anni per l'esercizio di Boeing 747 Large Cargo Freighter (LCF) "Dreamlifter" per il trasporto di componenti di aerei a Boeing da fornitori di tutto il mondo. È entrato in riga nel settembre 2010 con un contratto CMI (Crew, Maintenance, and Insurance). Nel 2011, Atlas Air ha ricevuto la prima consegna in Nord America di un Boeing 747-8F.
Nel settembre 2012, Atlas Air ha rinnovato un contratto di addestramento con l'USAF per l'addestramento dei piloti dell'Air Force One. Il contratto prevedeva anche la formazione per il Presidential Airlift Group per un periodo di cinque anni.
Il 7 aprile 2016, Atlas Air Worldwide Holdings ha acquistato Southern Air per 110 milioni di dollari in un accordo tutto in contanti. La transazione includeva Worldwide Air Logistics Group, Inc. e le due sussidiarie operative, Southern Air, Inc. e Florida West International Airways, Inc. ma nel marzo 2017 la Florida West International Airways veniva chiusa e annullato il relativo certificato operativo.
Nel gennaio 2021, Atlas Air ha annunciato l'acquisto di altri quattro 747-8 cargo, gli ultimi quattro "Jumbo" costruiti. Saranno consegnati nel 2022, lo stesso anno in cui Boeing prevede di chiudere il programma di produzione del 747. Il 17 novembre 2021, Atlas Air e Southern Air hanno completato la fusione con il passaggio sotto un unico certificato operativo (COA).

## Identità aziendale

### Servizio passeggeri

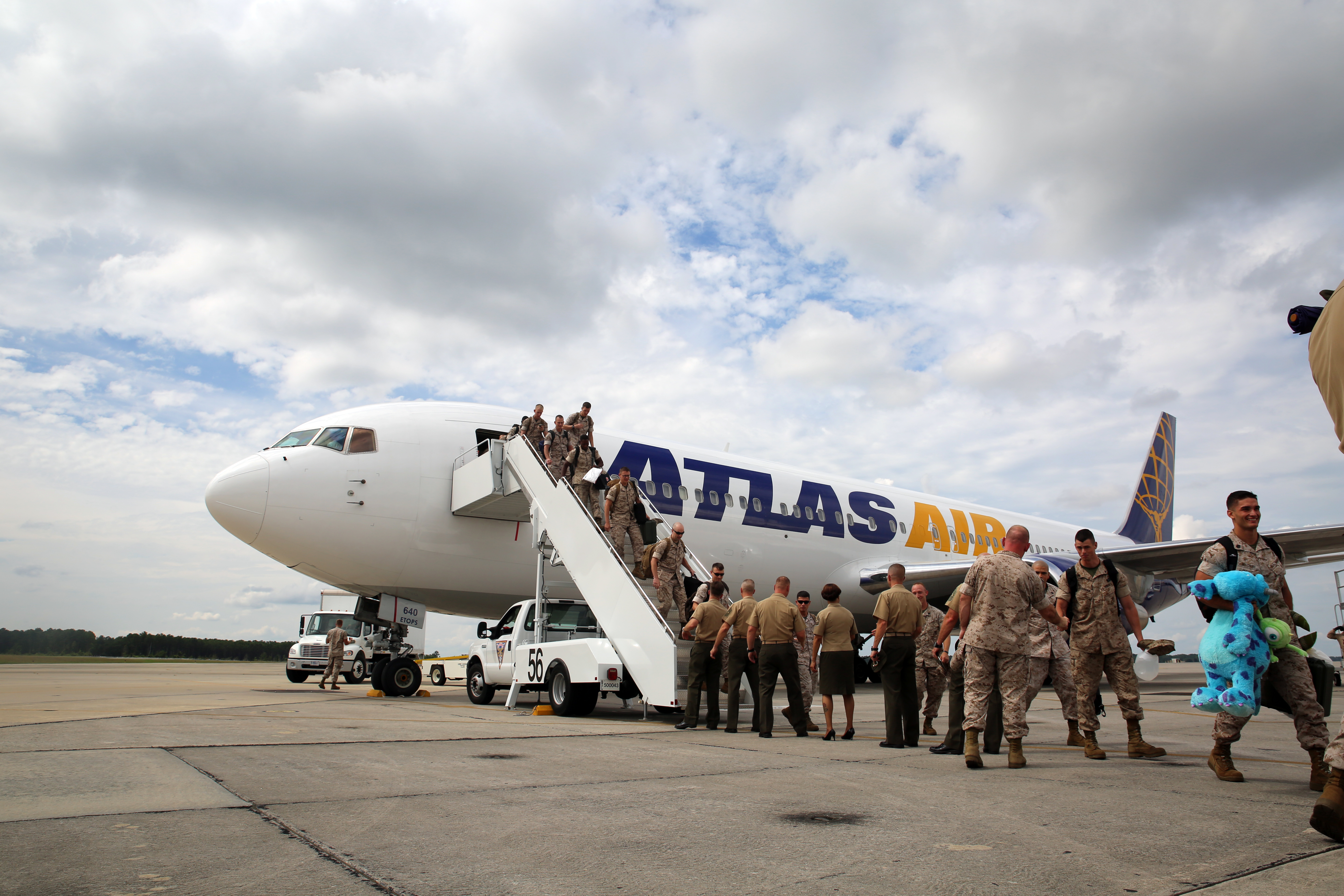
Fase di sbarco da un Boeing 767-300ER.

Nel maggio 2010, Atlas Air ha iniziato a operare, in collaborazione con SonAir, servizi passeggeri privati per la U.S.-Africa Energy Association (USAEA). Il servizio charter consisteva in due Boeing 747-400 personalizzati forniti da SonAir. Gli aerei erano (e sono tuttora) allestiti in un arredo a tre classi per complessivi 189 passeggeri. Il servizio charter, che divenne noto come "Houston Express", comprendeva tre voli settimanali diretti tra Houston e Luanda, in Angola. A causa dei bassi prezzi del petrolio, la domanda è diminuita e lo Houston Express ha cessato le attività.
Al 2021, Atlas Air opera servizi a domanda passeggeri con 5 Boeing 747-400 e 5 Boeing 767-300ER.

### Leasing di aerei
Atlas Air Worldwide Holdings controlla e gestisce Titan Aviation Holdings, una società di noleggio "secco". Tramite Titan Aviation, Atlas Air ha la proprietà di sette Boeing 777F, 21 Boeing 767F e un Boeing 737-300F.

## Flotta

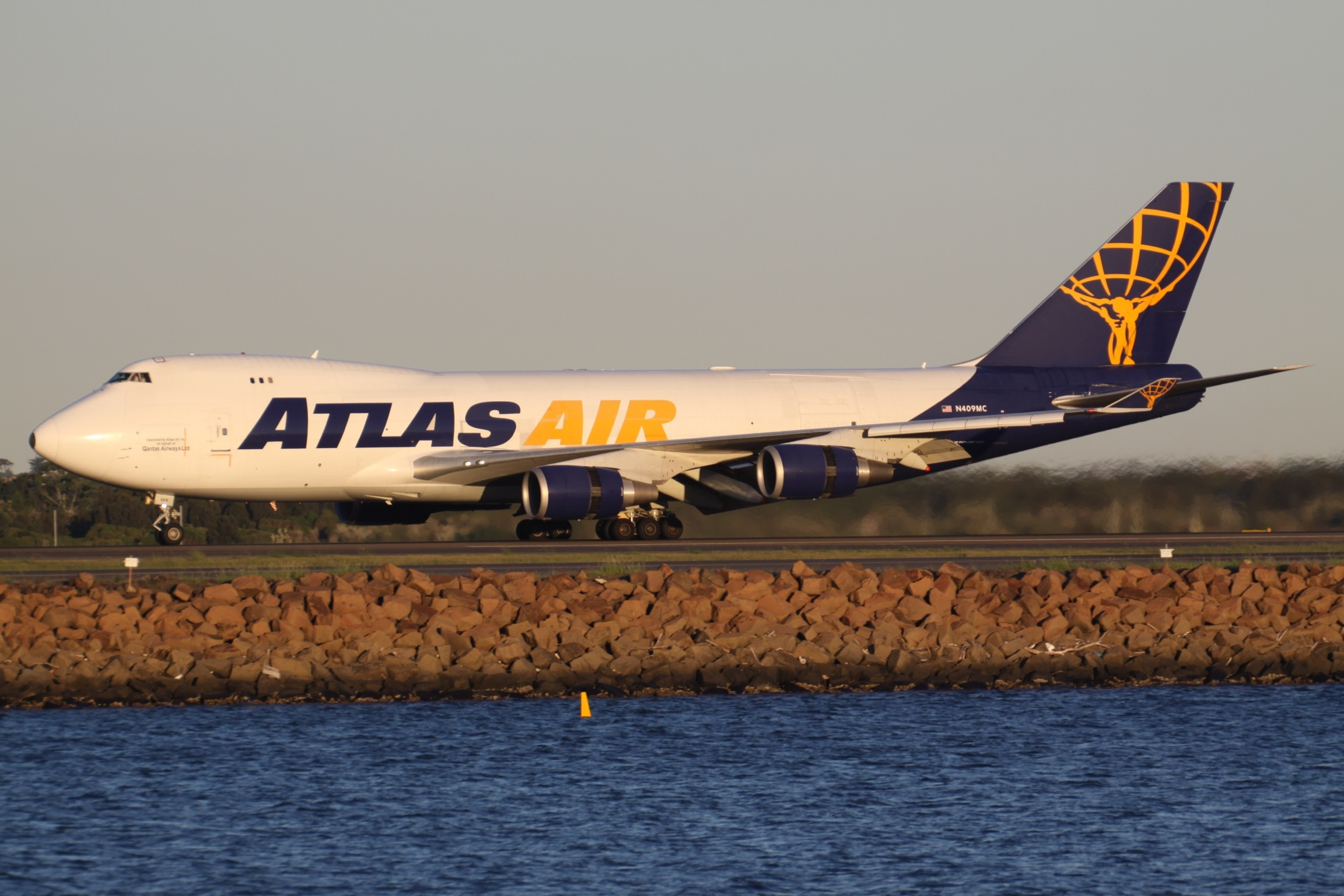
Un Boeing 747-400F.

A gennaio 2024 la flotta di Atlas Air risulta composta dai seguenti aerei:

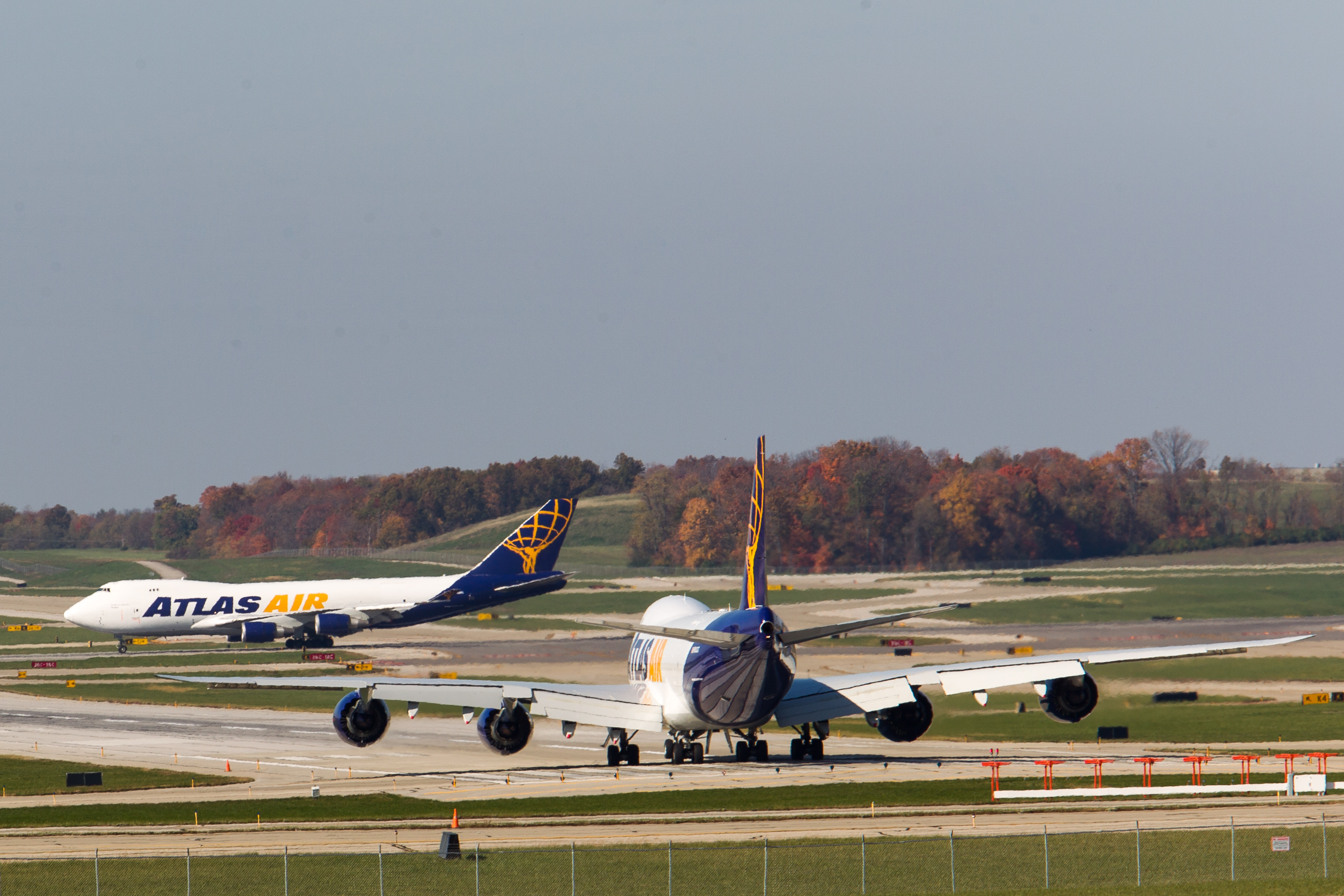
Uno Boeing 747-400F sullo sfondo e un Boeing 747-8F al centro.

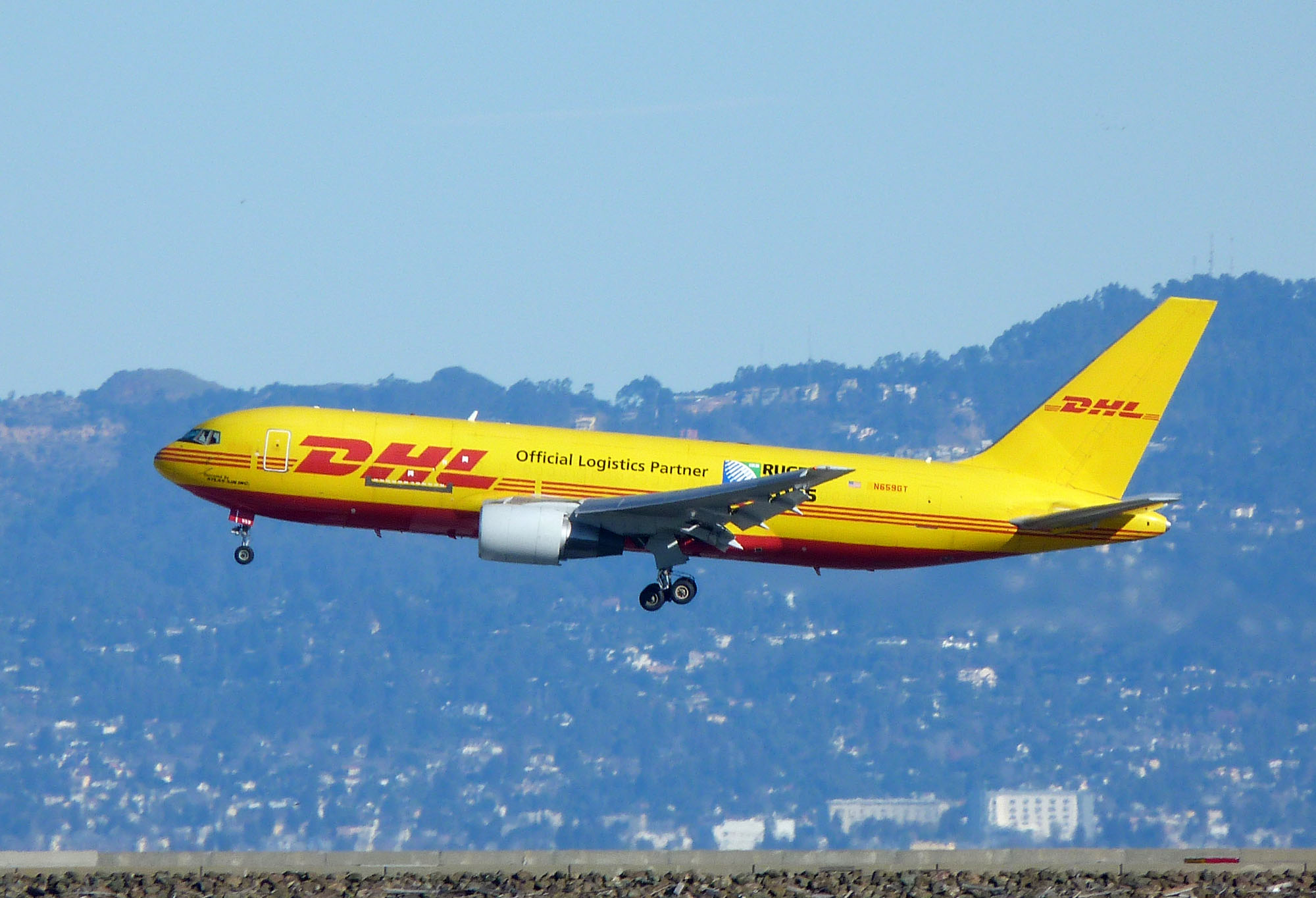
Uno dei Boeing 767-200(BDSF) operati per conto di DHL Aviation.

## Incidenti
- 23 febbraio 2019: il volo Atlas Air 3591, un Boeing 767-375ER(BCF) operato per conto di Amazon Air,  si schiantò nella Trinity Bay durante l'avvicinamento a Houston, provocando la morte di due membri dell'equipaggio e un passeggero a bordo. L'incidente avvenne vicino ad Anahuac, in Texas, a est di Houston, poco prima delle 12:45 CST (18:45 UTC). Vennero trovati detriti nelle acque poco profonde della Trinity Bay, che andavano da piccoli capi di abbigliamento a grandi parti dell'aeromobile. Gli investigatori scoprirono che l'incidente era avvenuto a causa di errori dei piloti in risposta all'attivazione accidentale della modalità di go around durante la fase di avvicinamento.[26]
- 19 gennaio 2024 - il Volo Atlas Air 95, operato da un Boeing 747-400, decollò dall’Aeroporto Internazionale Di Miami. Qualche minuto dopo, scoppiò un incendio sull’ala sinistra; il pilota riuscì ad effettuare un atterraggio di emergenza, nessuno perse la vita.[27]